# العدوان على طرابلس
العدوان على طرابلس أو كما تسمى في بعض الصحف "تحرير طرابلس" ، هي حرب شنّتها قوات خليفة بلقاسم حفتر عام 2019 ضد حكومة الوفاق الوطني.
في يوم الخميس 4 أبريل/نيسان 2019 أعلنت قوات حفتر الزحف نحوى طرابلس بهدف تحريرها من الإرهاب والإخوان المسلمين ، بعدما تمكنت قوات حفتر السيطرة على درنة 2018 وإعلان السيطرة على أغلب مناطق الجنوب الليبي، وقد سلمت العديد من مناطق الغرب مدنها إلى حفتر سلميًا أبزرها مدينة غريان واستمر تقدم قوات حفتر الى جنوب طرابلس وبدأت الاشتباكات في مناطق الجنوبية منها (خلة الفرجان - قصر بن غشير - صلاح الدين - عين زارة - وادي الربيع - طريق المطار ) وصرحت الحكومة حينها بأن هذه المناطق منكوبة وهي منطقة حربية "منطقة حمراء" وتم إجلاء كافة سكانها ؛ وفي يونيو تم استعادة بعض المناطق من قبل قوات الوفاق حكومة الوفاق مثل مدينة غريان.
وفي 10 أبريل 2019 بدأت قوات حفتر باستخدام الطيران الحربي ، وقامت بأول ضربة جوية إلى مطار معيتيقة الدولي.

### عملية مضادة لصد العدوان
أعلنت قوات مدينة مصراتة وبعض القوات المناطق الغربية بإنشاء عملية عسكرية مضادة لصد العدوان على طرابلس ، وسميت بعملية بركان الغضب

## التدخل الأجنبي في الحرب والدعم العكسري
بدأت الجهات الداعمة لكلا الجهتين "قوات حفتر وحكومة الوفاق" بارسال التعزيزات العسكرية والسلاح وأنظمة الطيران المسير والمدرعات ، حيث قامت كلا من الإمارات وروسيا ومصر وفرنسا بعدم خليفة حفتر، ودعمت تركيا وقطر عملية بركان الغضب وقوات الوفاق الوطني.
في يوليو 2019 ، صرح رئيس حكومة الوفاق الوطني فائز السراج بأنه تحصل على دعم تركي ، موضحًا بأن هذا الدعم لحماية مدينة طرابلس من العدوان الدولي ، مبينًا بأن حفتر يتحصل على دعم إقليمي دولي.
تلقت قوات حفتر الدعم من روسيا منذ أكتوبر 2018 ، عندما ظهرت تقارير دولية تفيد بأن حفتر تحصل على فرق روسية تقوم بالتدريب في المعسكرات الشرقية والجنوبية في ليبيا ، وفي شهر 9/سبتمبر أعلنت حكومة الوفاق عن مقتل 6 ضباط إماراتيين بعد غارات جوية نفذتها في غرب طرابلس ، وفي 23 سبتمبر ، أعلن المتحدث باسم الإعلام الحربي لعملية بركان الغضب عن مقتل 7 عناصر من المرتزقة الأجانب خلال قصفها غرفة عمليات لقوات حفتر بمنطقة سوق السبت بقصر بن غشير في الضاحية الجنوبية لطرابلس  وفي نوفمبر 2019 أعلن ديفيد شينكر مساعد وزير الخارجية الأمريكي عن أن روسيا أرسلت مرتزقة إلى ليبيا دعمًا لحفتر.
| الجهة         | قوات الكرامة                                  | قوة علمية بركان الغضب                                                         |
| ------------- | --------------------------------------------- | ----------------------------------------------------------------------------- |
| قيادة         | خليفة بلقاسم حفتر                             | حكومة الوفاق الوطني                                                           |
| التحالف       | فرنسا - مصر - روسيا - الامارات                | قطر - تركيا - مقاتلون سوريون                                                  |
| الدعم         | أنظمة طياران مسير - أسلحة رشاشة - قوات مقاتلة | سيارات مدرعة - أنظمة طياران مسير - أسلحة قاذفة صاروخية ورشاشات - عناصر قتالية |
| مناطق السيطرة | جنوب طرابلس                                   | وسط طرابلس ومدينة غريان                                                       |

أعلنت وزارة المواصلات عن إيقاف الملاحة الجوية في مطار معيتيقة وتحويل الرحلات إلى مطار مصراتة ، بعدما تعرض مطار معيتيقة إلى قصف مكثف جوًا وأرضًا من قبل قوات حفتر وأيضًا قامت قوات الوفاق بوضع أسلحة وطائرات مسيرة داخل المطار مما جعل المطار مكانًا للحرب.

## إنتهاء الحرب
انتهت الحرب في طرابلس بعد تقدم كبير لقوات الوفاق وانسحاب قوات حفتر إلى مدينة ترهونة ، أي تراجعت قوات حفتر بـ95كم عن العاصمة طرابلس واستمرت في الانسحاب إلى أن وصلت إلى المنطقة الوسطى.
في 8 يونيو أعلن عن سيطرة قوات الوفاق لمدينة ترهونة (الموالية لحفتر) وانتهاء الحرب في مدينة طرابلس ، وبدأ عودة السكان إلى المناطق.

## انتهاكات إنسانية وجرائم الحرب
منذ بدأ الحرب وحمامات الدم المدنية لم تتوقف ، ففي 16 أبريل 2019 قُتل 5 مدنيين وإصابة 35 شخص في منطقة أبوسليم بعدما قصفت قوات حفتر مبنى سكني بصاروخ جراد. وفي يوليو 2019 تم قصف مبنى المهاجرين بطياران مسير تسببت بمقتل أكثر من 40 أجنبي مهاجرًا وإصابة أكثر من 120 شخص.
وقد اتهمت قوات حفتر بأن قوات الوفاق قصفت مدنيين في منطقة سوق الخميس بالبراميل المتفجرة ما أدى إلى مقتل امرأة وابنتها ، وفي تاريخ 15 أبريل 2019 أعلن مكتب منظمة الصحة العالمية في ليبيا، أن حصيلة الاشتباكات غربي البلاد ارتفعت خلال 10 أيام من بدأ الحرب إلى 147 قتيلاً و614 جريحاً. وفي فبراير 2020 تم الإتفاق على هدنة ووقف إطلاق النار لإعادة الحوار السياسي ، ولكن قامت قوات حفتر بقصف صاروخي على مناطق جنوب طرابلس مما أدى إلى مقتل امرأة وإصابة 4 مدنيين وخُرقت الهدنة. وبتاريخ 14 أكتوبر 2019 قصفت قوات حفتر منزلًا في منطقة الفرناج ما أدى إلى مقتل 3 أطفال أشقاء أعمارهم بين 4 إلى 7 سنوات وإصابة شقيقتهن الرابعة و والدتهن وسرعان ما أصدر الإعلام الحربي لحفتر بأن القصف كان على معسكر يحمل أسلحة ولم يصيب المنزل ، ولكن أكد شهود من المنطقة بأن طائرة من طراز F16 القت صاروخًا على المنزل.
وفي ديسمبر 2019 قامت طائرة تابعة لقوات خليفة حفتر بغارة جوية استهدفت منزل في منطقة شرفة الملاحة بالقرب من مطار معيتيقة الدولي ما أدى إلى مقتل المواطنة زهرة وإصابة 9آخرون ، ومن نفس الشهر قامت طائرة تابعة للقوات حفتر بقصف على المدنيين ما أسفر على مقتل المواطن "أنيس شقلابو" وضج الرأي العام حول هذا القصف ورفع هاشتاق على منصات التواصل #قاوم_يا_انيس_على_خاطر_صغارنا ، وهي الجملة التي استنجدت بها زوجته خديجة وهي تحاول إسعافه.
وحسب الإحصائيات التي وثقتها منظمة رصد الجرائم الليبية الحقوقية فإن حصيلة الضحايا للإسبوع الأول من شهر يناير 2020 بلغت (21) قتيل، من بينهم (4) أطفال وامرأتين، بالاضافة الى إصابة (15) مدني من بينهم (3) أطفال و أثنين من الأجانب، وعدد الجثث التي تم العثور عليها بلغ (5) جثث، كما رُصدت حالتي اختطاف، واستهداف مستشفى و مدرسة و جامعة و مهبط طيران مدني بالإضافة لعدد كبير من المنازل.
في 4 يناير/كانون التاني 2020 ، قام طيران مسير نوع وينغ لونغ صيني الصنع بقصف الكلية العسكرية في منطقة الهضبة - طرابلس راح ضحيتها 32 طالبًا عسكريًا وإصابة 30 آخرين ، حملت سفارة الولايات المتحدة في ليبيا في 5 يناير 2020 قوات حفتر مسؤولية الهجوم على الكلية ، وبعد نحو 7 أشهر على الحادثة، تحديدا في 28 أغسطس 2020، كشف تقرير نشرته قناة بي بي سي البريطانية تحت عنوان، لعبة الطائرات المسيرة في ليبيا، تورط الإمارات في ضربة جوية قاتلة، أدت لمقتل 32 طالبا أعزل من الكلية العسكرية في طرابلس، وجرح 30 آخرين.
أما عن قوات الوفاق، فقد صرح الإعلام الحربي للمشير خليفة حفتر بأن قوات بركان الحرب تقوم بقصف الأحياء السكنية الموالية للجيش الليبي ، مثل أحياء قصر بن غشير وبعض من أحياء سوق الخميس.

## تبِعات الحرب
في الفترة ما بين ابريل/نيسان 2019 إلى مارس 2020 وثقت الأمم المتحدة ما لا يقل عن 685 ضحية من المدنيين ما بين قتلى وجرحى وأكثر من 149 ألف مدني اضطروا إلى الفرار من مناطق القتال إلى مناطق أخرى وقد دُمرت بيوتهم.
ولم يتوقف حمام الدم ضد المدنيين حتى بعد إنتهاء الحرب ، فقد وقع المئات من المدنيين ضحايا للألغام ، لقوا حتفهم في منازلهم بعدما زرعت ألغام داخل المنازل والحدائق والطرق ، ورصدت العديد من الوثائق بأن هناك ألغام تم زرعها داخل بيوت النازحين منها في خزانة الملابس وفي دُمى الأطفال والحدائق والطرق الفرعية ، مما أصيب المئات من المدنيين عند عودتهم إلى منازلهم وتوفي العشرات ، واضطرت حكومة الوفاق الوطني بإنشاء لجنة نزع الألغام مكوّنو من عدة مهندسون عسكريون وخبراء في تفكيك الألغام.